# پورت ویکتوریا، استرالیای جنوبی
پورت ویکتوریا (به انگلیسی: Port Victoria) یک شهرک در استرالیا است که در استرالیای جنوبی واقع شده‌است.